# 内瓦
内瓦（西班牙語：Neiva）位于哥伦比亚马格达莱纳河河谷，是乌伊拉省的首府，人口约33万。